# 博图韦拉
博图韦拉是巴西圣卡塔琳娜州的一个市镇。总面积303.023平方公里，总人口4127人，人口密度13.6人/平方公里。